# Marc Márquez
Marc Márquez Alentà (Cervera 1993. február 17. –) spanyol gyorsasági motorversenyző, nyolcszoros gyorsasági motoros világbajnok, hatszoros a MotoGP-ben.
A gyorsasági világbajnoki sorozatban mindössze 15 évesen és 56 naposan mutatkozott be 2008-ban. Első évében dobogót és pole-pozíciót is szerzett, ezzel pedig a legfiatalabb spanyol lett, aki ezt meg tudta csinálni. Újoncként tizenharmadik lett hatvanhárom ponttal. 2009-ben már jobban szerepelt, bár több pole-pozíciója ellenére az első győzelmét nem sikerült megszereznie. Ezt a szezont nyolcadikként zárta. 2010-ben a KTM kivonulásával a Derbihez szerződött. Több rekordot is megdöntve, illetve beállítva végül ebben az évben sikerült megszereznie a világbajnoki címet honfitársai, Nicolás Terol és Pol Espargaró előtt. Azzal, hogy győzni tudott, 17 évével és 263 napjával a MotoGP történetének második legfiatalabb világbajnoka lett Loris Capirossi mögött, aki 1990-ben tudott még nála is fiatalabb életkorban győzni. Jelenleg a királykategóriás Repsol Honda alakulatnál versenyez. Öccse Álex Márquez szintén motorversenyző. A MotoGP-világbajnokság Moto3-as és Moto2-es bajnoki címei után 2020-ban ő is csatlakozott a MotoGP mezőnyéhez.

## Karrierje

### Kezdetek
Márquez karrierjét négyévesen kezdte, amikor apja karácsonyi ajándékként egy minimotort vásárolt neki. A pályaversenyzés előtt kipróbálta magát enduro- és krosszmotorozásban is, utóbbiban katalán bajnok is lett 2001-ben, ám végül a pályaversenyzés világában kötött ki, több országos bajnoki címet is szerzett. 2002-ben 3. lett a Katalán bajnokságban, 2003-ban bajnok az 50 köbcentisek között, 2004-ben katalán bajnoki második lett a 125 köbcentisek között, Pol Espargaró mögött, majd a következő két évben itt is megszerezte a végső trófeát. Tehetségére a korábbi 125-ös világbajnok Emilio Alzamora is felfigyelt és 2003-ban szárnyai alá vette a fiatal katalán tehetséget.
2006-ban Alzamora segítségével került a spanyol országos bajnokság 125 köbcentiméteres kategóriájába. Első évében hatodik, egy évvel később kilencedik lett.

### 125cc
Márquez a MotoGP 125 köbcentiméteres géposztályában 2008-ban mutatkozhatott be a KTM színeiben. Az első két versenyen sérülés miatt nem tudott rajthoz állni, azonban a brit nagydíjon megszerezte pályafutása első dobogós helyezését, harmadik lett. Első idényét a tizenharmadik helyen zárta 63 ponttal.
2009-ben maradt az osztrák gyárnál. A spanyol versenyen ismét dobogóra állhatott, ez volt legjobb eredménye a szezonban. A francia nagydíjon megszerezte első pole pozícióját, azonban a versenyt végül nem tudta befejezni. Ugyanezt megismételte maláj nagydíjon, ám a versenyen ezúttal is kiesett.
Mivel a KTM 2009 után hivatalosan kivonult ebből a géposztályból, Márqueznek új csapatot kellett találnia. A 2010-es szezonnak végül a Derbi motorokkal versenyző Ajo Motorsportnál vágott neki. A szezont nem kezdte rosszul, Katarban harmadik lett. Spanyolországban hiába indult az első helyről, kiesett. Franciaországban ismét harmadik lett, majd az olasz versenytől kezdődően egy hosszú győzelmi szériába kezdett. Nyerni tudott Mugellóban, Silverstoneban, Assenben, Barcelonában és a Sachsenringen is. Hasonló sorozatra ebben a géposztályban utoljára Valentino Rossi volt képes 1997-ben, amikor hat egymást követő versenyt nyert meg. Egy vállsérülés miatt a következő két versenyen csak egy hetedik és egy tizedik helyet tudott szerezni, bár Indianapolisban a pole pozícióból indulhatott. A következő hat futamból ötöt ismét meg tudott nyerni. Azon az egyen, amikor nem az élen végzett, kiesett, ugyanis a svájci Randy Krummenacher kilökte őt, amiért később fekete zászlóval kiintették a versenyből. A szezonzáró valenciai versenyre érkezve annyi előnye volt, hogy egy közepes pontszerző hely is elég volt a világbajnoki cím bebiztosításához. Márquez ennek megfelelően nem is kockáztatott, mert bár a pole pozícióból indult, mindössze negyedikként ért célba.

### Moto2
Világbajnokként a 2011-es szezont a Moto2-es kategóriában kezdte, ám az ígéretes előszezon ellenére az első három futamon nem sikerült pontot szereznie. A bajnokság negyedik fordulóján, Le Mansban azonban már győzelmet aratott, amit aztán egy katalóniai második hely, egy Silverstonei nullázás és 3 egymást követő győzelemből álló sorozat követett (Assen – Mugello – Sachsenring). Második lett Brnóban, győzött Indianapolisban, San Marinoban és Aragóniában, második lett Japánban amivel az addig hatalmas előnnyel vezető Stefan Bradl-től átvette a vezetést a pontversenyben.
Ausztráliában egy baleset miatt a mezőny végére sorolták, ám egy csodás rajt és rengeteg előzés árán a harmadik helyen intették le. Menetelése a világbajnoki cím felé a Maláj Nagydíjon ért véget: a vizes pályán, a pályabírók figyelmetlensége miatt bukott másik három versenyzővel együtt. Látóideg sérülést szerzett és az emiatt kialakult kettős látása akadályozta meg őt a világbajnoki cím elhódításában.
2012-ben egy szemműtét és két kihagyott előszezoni teszt után visszatért a pályára és ellentmondást nem tűrően zsebelte be a katari győzelemért járó 25 pontot. A futam végén egy kétes előzést is bemutatott Thomas Lüthi-vel szemben, mikor az 1-es kanyarhoz érve kiszorította a pályáról, ám a manőverért utólag nem büntették meg. A jerezi Spanyol Nagydíjon az eső miatt leintett futamon a piros zászló miatt éppencsak lemaradt a győzelemről, de ezt követően Portugáliában ismét győzni tudott. Franciaországban kiesett, Katalóniában pedig egy újabb incidens főszereplője volt, mikor is az utolsó körökbe hibázott, amit Pol Espargaró megpróbált kihasználni de összeütköztek aminek következtében Espargaró kiesett Márquez pedig a 3. helyen ért célba. A futam után 60 másodperc időbüntetést kapott, amit később a versenybíróság visszavont így a katalán megtarthatta dobogós helyét.
Július közepén az Olasz Nagydíj előtt bejelentették a MotoGP-s Repsol Honda csapathoz való szerződését, amit a nem sokkal azelőtt történt "újonc szabály" eltörlése tett lehetővé. Japánban a rajtrácson ragadt, mivel a felvezető kör végén elmondása szerint elfelejtette sebességbe tenni a motort, emiatt az egész mezőny elviharzott az állva maradt Márquez mellett. Szenzációs felzárkózást mutatva 15 kör múlva már vezette a versenyt, később meg is nyerte azt. Az egész évben nagy fölényben versenyző Márquez ausztráliai harmadik helyével, egy futammal a szezon vége előtt biztosította be második világbajnoki címét.
A szezonzáró, számára már tét nélküli valenciai nagydíjon egy szabadedzésen okozott balesetért a mezőny végére sorolták, de tiszteletteljes búcsút vett a kategóriától és az utolsó helyről rajtolva nyert a félig vizes Ricardo Tormo aszfaltcsíkon. A szezont 9 győzelemmel, 7 pole pozícióval és pontrekordot jelentő 324 ponttal világbajnokként zárta, majd 2013-ban fellépett a királykategóriába, a MotoGP-be.

### Berobbanás a MotoGP-be
A sokak szerint nagy jövőre áhított Márquez már az előszezoni teszteken is jól szerepelt a Hondával. Valentino Rossi úgy nyilatkozott róla, hogy "úgy vezet, mintha már első szezonjában világbajnok szeretne lenni". A szezonnyitón Katarban rögtön harmadik is lett, a legjobb Hondás versenyző a futamon és rögtön Valentino Rossival csatázott a verseny utolsó harmadában. Az első ízben megrendezett Amerikai Nagydíjon Austinban élete második királykategóriás futamán rögtön pole pozícióból indulva győzelmet aratott ezzel Freddie Spencer 1982-es rekordját megdöntve minden idők legfiatalabb pole pozíció és futamgyőztesévé avanzsált.
Jerezben Valentino Rossi, Sete Gibernau elleni legendás manőverét lemásolva előzte meg Jorge Lorenzót a futam utolsó körében, épp a mallorca-iról elnevezett kanyarban ezzel másodikként zárt, és átvette a vezetést a pontversenyben. Franciaországban ismét dobogós helyen zárt majd Mugellóban, az Olasz Nagydíj 2. szabadedzésén közel 340 km/h-s sebességnél a betonfalnak csapódott. Csodával határos módon karcolásokkal megúszta a brutális balesetet de ez, a hétvégi teljesítményére rányomta a bélyegét, a futamot nem fejezte be, önhibájából 3 körrel a leintés előtt kiesett. Katalóniában harmadik lett csapattársa, Dani Pedrosa mögött majd Assenben egy újabb nagy bukást úszott meg kisebb törésekkel, ám ez nem akadályozta meg őt abban, hogy a második helyen intsék le a futamon. Vetélytársai hiányában a következő négy futamot megnyerte és újra átvette a vezetést a világbajnoki pontversenyben.
Laguna Secában egy újabb klasszikus Rossit idézett, amikor is pont a Doktort előzte ugyanúgy, ahogy az tette Casey Stoner ellen 2008-ban a Dugóhúzó nevű kanyarban. A Brit Nagydíjon, a bemelegítő edzésen egy bukás során kiugrott a válla, de a pár órával későbbi futamon elindult és csak 81 ezred másodperccel maradt le a győzelemről. San Marinóban ismét második helyen zárt, Aragóniában nyert, ám a futam során egy újabb szerencsétlen baleset főszereplője volt amikor az egyik manővere során véletlenül elvágta csapattársa, Dani Pedrosa kipörgésgátlójának kábelét, aki a következő kigyorsításon bukott. Az esetet vizsgálták, Márquez megtarthatta a pozícióját, de a csapatot felelősnek találták ezért a Hondától elvették az Aragóniában szerzett 25 pontot. Az ázsiai fordulóban már eldőlhetett volna a világbajnoki cím sorsa, ám a kaotikus ausztrál futamon, amit a versenyzők biztonsága érdekében lerövidítettek, mivel a gumik élettartama az új aszfalt miatt drasztikusan lecsökkent, csapata hibájából, Márquezt kizárták a versenyből, mivel nem az előírt 9. és 10. körök egyikében hajtották végre a motorcserét.
A szezonzáró valenciai futamra 13 pontos előnnyel utazott és csak az első négyben kellett végezzen ahhoz, hogy minden idők legfiatalabb világbajnokává váljon. Így is lett. Márquez óvatos versenyzéssel a harmadik helyen ért célba ezzel megszerezte élete első királykategóriás világbajnoki címét és Kenny Roberts 1978-as szereplése után az első olyan világbajnoka lett a kategóriának, aki újonc szezonjában ért fel a csúcsra. Első szezonjában 6 versenyt nyert, annyit amennyit addig még egyetlen újonc sem előtte, kilenc pole pozíciót szerzett és tizenegyszer futotta meg az adott verseny leggyorsabb körét.

### 2014
Az álomszerű bemutatkozás után a címvédés volt a feladat a mindössze 21 éves Márquez számára, de az első ígéretes előszezoni teszt után egy salakmotoros edzésen eltörte a szárkapocscsontját, aminek következtében a további teszteket ki kellett hagynia és a szezonnyitón való részvétele is erősen kérdésessé vált. Rekordfelépülést bemutatva alig 4 héttel a baleset után Katarban egy Valentino Rossival bemutatott szép csatát követően, megnyerte a futamot. Ezt követték amerikai, argentin, spanyol és francia diadalai mielőtt Mugellóba érkezve az addig magához képest halovány teljesítményt mutató Jorge Lorenzo először kényszerítette volna komoly csatára a címvédőt. Egy tizeddel vetélytársa előtt, ez a győzelem is Márquezé lett.
Katalóniában, két héttel később elkövette első komolyabb hibáját a szezonban, aminek köszönhetően az évad során először nem sikerült megszerezni a pole pozíciót, de a versenyen így is – egy szép négyes csata után – őt intette le először a kockás zászló. A következő két futamon, Hollandiában és Németországban bizonyította, hogy még az időjárás viszontagságai sem állíthatják meg. Mindkét futamon övé lett a győzelem, ezzel a kilenc győzelemmel pedig tökéletessé tette a szezonkezdetét hiszen a nyári szünet előtt minden futamot megnyert, maximális 225 ponttal pedig magabiztosan vezette a ponttáblázatot. A pihenőről visszatérvén újabb győzelmet szerzett Indianapolisban, magának a zsinórban a tizediket, Spanyolországnak pedig az 500. világbajnoki győzelmet jelentette. Zsinórban 10 győzelemre pedig Mick Doohan 1997-es sikerei óta nem volt példa. A brnói Cseh Nagydíjon a versenyen használt hibás gumiszett miatt csak 4. lett, Silverstoneban az egész hétvégés dominanciáját követően ismét győzni tudott, majd San Marinóban elkövette szezonbeli első komolyabb hibáját versenyen. 10 körrel a vége előtt a pálya utolsó szektorában hibázott miközben Valentino Rossit üldözte, majd elesett, csak nagy nehézségek árán tudott visszaállni a versenybe, végül 15. lett.
Az Aragón Nagydíjon egy újabb hiba miatt csúszott ki a kezei közül a győzelem, mikor a futam utolsó részében megérkező eső lehetetlenné tette a száraz abroncsokon való körözést, ám Márquez csapattársával egyetemben, ennek ellenére nem jött ki motort cserélni, 3 körrel a vége előtt az élről esett ki, majd miután visszaállt a versenybe a 13. helyen intették le.
Az ázsiai fordulók első állomásán, Japánban elért 2. helyével bebiztosította második királykategóriás, összetettbeli 4. elsőségét, a legfiatalabb versenyzőként aki elérte ezt. Ausztráliában ugyan ismét kiesett, de Sepangban és a szezonzáró valenciai futamon győzni tudott így 13 győzelmével új rekordot állított fel a királykategóriában.

### Sérülésekkel és bukásokkal teli, botrányos 2015-ös évad
Az első két szezonbeli lenyűgöző teljesítménye után, Márquez egy visszafogott 5. hellyel kezdte a 2015-ös MotoGP szezont, miután Katarban egy első körös hiba következtében a mezőny végéről volt kénytelen visszazárkózni. A harmadik alkalommal megrendezett Amerikai Nagydíjon, Texasban ismét övé lett a győzelem, a szombati időmérőn lélegzetelállító pole pozíciót szerzett azok után, hogy a kivezető körén motorja leállt és másodpercekkel az edzés leintése előtt a boxutcát végigsprintelve, a tartalékmotorján tudta csak megkezdeni az utolsó mért körét, ekkor futotta az azóta is pályacsúcsnak számító 2:02.135-ös időt. Argentínában végig vezette a versenyt, előnye már 4 másodperc felett is járt, de a futam utolsó szakaszában a más gumitaktikát alkalmazó Valentino Rossi utolérte, kettejük csatája pedig egy összekoccanás után Márquez bukásával ért végét, másfél körrel a leintés előtt.
A jerezi Spanyol Nagydíjra sérülten, frissen műtött kézzel érkezett, mivel egy azelőtti héten történt salakmotoros edzésen bukott és eltörte a bal kisujját. A futamot a második helyen fejezte be honfitársa, Jorge Lorenzo mögött. A Francia Nagydíjon, Le Mansban, a poleból rajtolt, de csak nagy nehézségek árán lett negyedik. A futam után mind ő, mind csapattársa Dani Pedrosa, a motorjukra panaszkodtak, mondván annak erőforrása túl agresszív, ami miatt a motor csak nehezen irányítható – a blokkfejlesztés befagyasztása miatt az erőforrás volt az egyetlen alkotóelem, aminek módosítására nem kerülhetett sor a szezon folyamán.
A következő futamok a bukásokról szóltak. Olaszországban karrierje során először Márquez még az időmérő második szakaszát jelentő Q2-be sem jutott be. A 13. helyről rajtolva, 6 körrel a futam vége előtt a 3. helyről esett ki. Katalóniában már a futam elején a kavicságy jelentette a verseny végét számára, ezzel pedig már a hatodik futam után szinte biztossá vált, hogy nem tudja megvédeni bajnoki címét a szezonban. Az asseni Holland Nagydíjon aztán felcsillant egy aprócska reménysugár Márquezék számára, mivel a 2014-es vázra való visszaváltás után hirtelen újra a győzelmekért tudott harcolni. A futamon szoros csatában, egy utolsó körös összeütközést követően, a 2. helyen intették le Valentino Rossi mögött.
Az ezt követő Német és Indianapolisi Nagydíjakat, poleból rajtolva megnyerte, Csehországban pedig második lett. Az esős Brit Nagydíjon elszenvedte szezonbeli negyedik nullázását, majd San Marinóban, pont az időjárás viszontagságaiból tudott profitálni és megnyerni a futamot. Aragóniában a poleból rajtolva esett ki már a második körben, majd az azt követő Japán Nagydíjra ismét sérülten, frissen műtött kézzel érkezett, mountain bike edzés közben szintén a bal keze egyik kézközépcsontja sérült. Ennek ellenére a futamon negyedik lett, de a címvédés esélyét ezzel végleg elvesztette.
A phillip island-i Ausztrál Nagydíjat Márquez szoros csatában nyerte, ötvenedik futamgyőzelmét szerezve, majd a sepangi Maláj Nagydíjon, a MotoGP történetének egyik legnagyobb botránya kerekedett ki, mikor Valentino Rossi a csütörtöki hivatalos sajtótájékoztatón megvádolta Márquezt, hogy a pár nappal korábbi ausztrál futamon feltartotta őt és szándékosan honfitársát, Jorge Lorenzót segíti a világbajnoki címért való küzdelemben – ezzel megbosszulva Rossin kettejük argentínai és asseni összeütközéseit. Emiatt az egész versenyhétvégén feszültség uralkodott. Kettejük ellentéte a futamon pedig Márquez bukásával csúcsosodott ki, miután Valentino Rossi a sokadik oda-vissza előzgetős kör után kiterelte a pályáról a spanyolt. Az eset óriási visszhangot és vitát váltott ki a médiában, valamint a szakértők és a korábbi versenyzők között is.
A tizenötszörös világbajnok olasz, Giacomo Agostini, Ángel Nieto, Mick Doohan valamint Casey Stoner, a jelenlegi mezőnyből pedig Dani Pedrosa és Jorge Lorenzo is élesen bírálta Rossi manőverét – esetében felmerült Márquez szándékos megrúgásának lehetősége – a szintén világbajnok Phil Read és Wayne Gardner pedig Márquez és a sorozatot irányító Dorna hozzáállását tette szóvá – egyik teóriát sem tudták bizonyítani. Az eset hetekig volt téma a világsajtóban. Valentino Rossi a 3. helyen fejezte be a Maláj Nagydíjat de az utólag kapott 3 büntetőpontja miatt – és mert a San Marinói Nagydíj időmérő edzéséről (csapattársa, Jorge Lorenzo feltartása miatt) már rendelkezett eggyel – a szezonzárón csak az utolsó helyről rajtolhatott, ezzel pedig elbukta a bajnoki címet és mivel Márquez Lorenzo mögött csak második lett, tovább erősödtek a spanyol megegyezésről szóló feltételezések, bár Márquez győzelme és Lorenzo második helye esetén utóbbi (pontegyenlőséggel – több győzelemmel) ugyanúgy elhódította volna a világbajnoki címet.
A Honda vezetősége, a spanyol védelmének érdekében elérhetővé kívánta tenni Márquez motorjának telemetriai adatait, bizonyítva a Maláj Nagydíjon történtek általuk feltételezett változatát, de az FIM és a Dorna hatására – végül közös megegyezés alapján – az adatok bemutatására nem került sor a további botrány elkerülésének érdekében. Márquez a 2015-ös szezont a rengeteg bukás ellenére is az összetettbeli 3. helyen fejezte be. A valenciai díjátadó ceremónián Valentino Rossi nem jelent meg.

### 2016
Az előző évi botrány visszhangjainak csillapodtával kezdett neki a mezőny a 2016-os évad előszezoni tesztjeinek, ahol az újonnan bevezetett egységes elektronikai vezérlés és az új gumibeszállító a Michelin miatt sem Márquez, sem a Honda nem tudott kiemelkedőt nyújtani, így három teszt eredményei alapján, rendkívül nehéz szezonnak ígérkezett a 2016-os évi versenysorozat a Honda és Márquez számára. A nehézségek ellenére a szezon váratlanul jól indult, így katari 3. helyének és az azt követő két futamgyőzelemnek köszönhetően, Márquez hamar az összetett tabella élére állt. Az augusztusi Osztrák Nagydíjig – Le Mans-i bukását leszámítva, ahol még ígyis 3 pontot sikerült mentenie – csak dobogós helyezések voltak a neve mellett. A versenynaptárban ez évben visszatérő Red Bull Ringen aztán, egy edzésen elszenvedett sérülés miatt – kiugrott a válla – csak 5. lett. Silverstoneban és Misanóban is a dobogón kívül zárt, miközben riválisainak – Valentino Rossinak és Jorge Lorenzonak – sikerült pontokat hozniuk rajta.
Felzárkózásukat az Aragón Nagydíjon állította meg, ahol sikerült győznie, így a soron következő Japán Nagydíjon már matematikailag is bebiztosíthatta világbajnoki címét, ami mégsem volt ilyen egyszerű, hiszen ehhez nem volt elég, hogy Márquez győzzön – egy olyan pályán, ahol a királykategóriában még nem tette (ezen kívül, csak a Red Bull Ringen nem volt még győzelme) – de a logika alapján, mindkét Yamaha kiesése kellett- ami pedig, mióta Rossi és Lorenzo csapattársak, még sosem fordult elő. De a szerencse a futamon a fiatal spanyol mellé állt, míg Rossi futama már a verseny elején a kavicsban ért véget, Lorenzo 5 körrel a vége előtt bukott, a versenyt végig vezető Márquez pedig győzött, ezzel pedig minden idők legfiatalabb ötszörös világbajnoka lett három futammal a szezon vége előtt. Az ezt követő három futamot nyomás nélkül teljesítő Márquez Ausztráliában az élről bukott, míg Malajziában szintén egy bukás után a 11. helyen ért célba. A szezonzáró Valenciai Nagydíjon 2. lett, így 298 ponttal zárta a szezont.

### 2017
A 2017-es szezon, a Yamaha és távozó Jorge Lorenzo helyére igazolt versenyzőjük, Maverick Viñales dominanciájával kezdődött, míg Márquez katari 4. helyével és argentinai kiesésével, két futam után már 37 pontos hátrányban állt az éllovas Viñales mögött. A szezon harmadik versenyén, Austinban győzött, Jerezben pedig ismét dobogóra állt, de Le Mansban bukott, Mugellóban pedig csak 6. lett. Ezt követően a szezont addig domináló Viñales és a Yamaha drasztikus formahanyatlásának köszönhetően, Márquez előtt új lehetőség nyílt, hogy visszazárkózzon az éllovasra. Katalóniában 2., Assenben 3. lett, németországi győzelmével pedig átvette a vezetést az összetett pontversenyben. Brnóban a felszáradó pályán, mindenkinél korábban jött motorcserére ezzel megnyerte a futamot, Ausztriában pedig az utolsó méterekig harcolt a győzelemért bajnoki riválisával Andrea Doviziosoval. Silverstoneban pár körrel a futam vége előtt motorhiba miatt fel kellett adnia a versenyt, így újra hátrányba került az összetettben. Misanóban és Aragónban sikerült győznie, ezzel hátrányát lefaragva visszaáált a tabella élére. Japánban ismét az utolsó méterekig harcolt Doviziosóval, hogy aztán az Osztrák Nagydíj befutóját szinte lemásolva, második helyen érjen célba. Phillip Islanden győzni tudott, míg Dovizioso csupán 13. lett ezzel az addig roppant szoros pontversenyben, Márquez egy lélegzetvételnyi előnyhöz jutott,
Malajziában elég lett volna a 2. hely, hogy minden körülménytől függetlenül, bebiztosítsa összetettbeli hatodik elsőségét, Sepangban a Ducati csapat kettős győzelmet aratott, ő pedig 4. lett ami miatt, a világbajnoki cím sorsa Valenciában dölt el. A Ricardo Tormo versenypályán a futam utolsó harmadáig úgy tűnt, az élmenők nyugodtan elvonatozgatnak egymás mögött és az akkor második helyen haladó Márquezé lesz a vb cím, de hét körrel a vége előtt, egy agresszív manővert követően Márquez besokallt és a kavicságyba kényszerült, ahonnan még vissza tudott állni az ötödik helyre, ami még Dovizioso győzelme esetén is bőven elég lett volna a világbajnoki címhez. De az ezt követő körben előbb Jorge Lorenzo, pár kanyarral később csapattársa Andrea Dovizioso is hibázott, az olasz kiesésével pedig biztossá vált, hogy Marc Márquez lesz 2017 királykategóriás világbajnoka.

### 2018 – #Level7
A szezon úgy kezdődött, ahogyan az előző véget ért. Márquez és Dovizioso az utolsó kanyarig küzdöttek a győzelemért a szezonnyitó Katari Nagydíjon, Dovizioso végül 27 ezredmásodperccel győzte le a Hondás spanyolt. Az Argentin Nagydíjon viszont nem várt nehézségekkel kellett szembenéznie Márqueznek ugyanis a félig vizes, félig száraz pályán a rajt előtti pillanatokban motorja leállt és bár újratudta indítani technikai segítség nélkül és elindulhatott az időmérőn megszerzett rajthelyéről, menetiránnyal szembeni motorozás miatt (a motor újraindítása után a motoron ülve, menetiránnyal szemben tért vissza a rajthelyére) boxutcaáthajtásos büntetést kapott. Később a mezőnyben való felzárkózás közben többször is túl agressziv manővereket hajtott végre, amiért előbb egy pozíciót vettek el tőle, majd mikor egy újabb agresszív előzése Valentino Rossi bukását eredményezte, utólag 30 másodperces büntetést kapott, amivel a megszerzett 5. helyről a 18.-ra csúszott az eredménylistán. Az austin-i Amerikai Nagydíjon újra megszerezte az első rajthelyet, de büntetés miatt (Maverick Vinales feltartása az időmérőn) csak a 4.-ről vághatott neki a futamnak, de egy jó rajtot követően a 10. kanyartól a leintésig vezette a versenyt. Jerezben és Le Mansban szintén nyert, miközben riválisai csak gyengébb eredményeket értek el, így Márquez előnye a pontversenyben ugrásszerűen megnőtt. Mugellóban a futam elején bukott és bár visszaállt a versenybe, pontot nem szerzett. Assenben és a Sachsenringen ismét győzött, Brnóban és Ausztriában pedig az utolsó méterekig harcolt a győzelemért. Misanóban második lett, majd ezt követően zsinórban három futamot nyert, Aragóniában, Thaiföldön és Japánban – ez utóbbival matematikailag is bebiztosította hetedik világbajnoki címét. Ezután bevallotta, hogy a teljes szezont sérülten teljesítette, mivel még az előszezon során vállficamot szenvedett, ami aztán rendszeressé vált az otthoni edzései során, ezért ezen probléma megoldásának érdekében a szezon végeztével műtéti beavatkozást hajtottak végre a sérült bal vállán.

### 2019
Az egész szezonban kitűnő teljesítményének köszönhetően, már a szezon vége előtt 4 futammal bebiztosította nyolcadik egyéni világbajnoki címét. Az egy szezonban rekordnak számító 18 dobogós helyezésévél ( hat második hely és tizenkettő győzelem – csak az austini Amerikai Nagydíjon nem szerzett pontot, ahol már négy másodperces előny birtokában, az élről bukott) és pontrekordot jelentő 420 ponttal, ez volt karrierje addigi legsikeresebb szezonja a Gyorsaságimotoros Világbajnokságon, amivel csak egyetlen világbajnoki cím távolságra került a 7 királykategóriás bajnoki címmel rendelkező Valentino Rossitól, valamint kettőre a nyolc királykategóriás bajnokságot nyerő Giacomo Agostinitól.
A szezon végeztével az előző téli szezonhoz hasonlóan újra vállműtétnek kellett alávesse magát. Ezúttal a jobb vállán végeztek beavatkozást. A bal vállához hasonlóan, ismétlődő ficamok miatt. Csapattársa, Jorge Lorenzo váratlan távozásának köszönhetően, új csapattársa a következő szezonra a 2019-es Moto2-es világbajnok és egyben saját öccse, Álex lett.

### 2020
A szezont megelőző téli teszteken aggodalomra adott okot, hogy frissen műtött jobb válla, nem a várt ütemben gyógyult, gyengeségre és korábban nem tapasztalt furcsa fájdalomra panaszkodott. Így kapóra jött számára, mikor a királykategória szezonnyitó futamát a koronavírus világjárvány kitörése miatt, egy héttel a megrendezése előtt törölték. A több hónapos kényszerpihenőt és karantént követően a szezon végül július közepén, Jerezben kezdődött el a MotoGP mezőny számára. A nyárközepi tűzforró körülmények közötti rajtot, Márquez a 3. helyről indulva várta. Egy futami eleji hiba után, a mezőny végéről felzárkózva egészen a harmadik helyig, pár körrel a verseny vége előtt hatalmasat bukott, majd a kavicságyban pördülő motorja nagyon szerencsétlenül a jobb felkarjának ütközve, eltörte azt. Márquezen sikeres felkarműtétet hajtottak végre az ezt követő kedden, majd 2 napra rá, újra megpróbált rajthoz állni az Andalúziai Nagydíjon – mint utólag kiderült, rendkívül súlyos hiba volt! A szombati időmérő edzés első szakaszát követően, visszalépett a versenyzéstől, de a karját ért erőhatások miatt és mert orvosai biztosították róla, hogy a továbbiakban is a normális mértékben edzhet otthonában, a törést rögzítő titánlemez 1 héttel a sikertelen visszatérési kísérlet után eltört, ami miatt újabb beavatkozás elvégzése vált szükségessé.
A történtek után Márquez már nem tért vissza a szezonban. A Honda pedig története egyik legrosszabb szezonját zárta. A Covid miatt lerövidített évad során, Marc Márquez nélkül egyetlen győzelmet sem sikerült aratniuk. Cikkeztek róla, hogy Márquez és az első két felkarműtétjét elvégző Dr. Xavier Mir között peres ügy van kibontakozóban, mert az orvosi csapat nem tájékoztatta őt megfelelően a kockázatokról, valamint helyeselték a csupán 2 nappal a műtét utáni visszatérését. "Bátor vagyok, de nem ostoba. Ha tisztában vagyok annak kockázatával, hogy a karomat rögzítő lemez eltörhet, sosem ülök motorra Jerezben pár nappal a műtétet követően. ... De az orvosok biztosítottak róla, hogy a lemez kibírja majd a terhelést" – nyilatkozta Márquez pár hónappal később, a bajnokságot Spanyolországban közvetítő Dazn streaming platformnak. A per tényét soha nem erősítette meg, de nem is cáfolta egyik fél sem.
December 3.-án, miután a felkarcsontja több hónap kezelés után sem kezdett el gyógyulni, Márquezt harmadjára is megműtötték, ezúttal a madridi Ruber Internacional kórházban dr. Samuel Antuña Amerikában is elismert baleseti sebész specialista és csapata. A több mint 8 órás műtét után – ahol az elvesztett csont és lágyrészeket, a Márquez csípőjéből és térdéből kinyert szövetekkel igyekeztek pótólni –  csontfertőzés tényére derült fény a felkarcsontjában, ami miatt további 10 napot töltött a madridi kórházban, kezelés és megfigyelés alatt.

### 2021
A továbbra is jelenlévő Covid-19 miatt átszervezett 2021-es MotoGP Világbajnokság, első két Dohában megrendezett futamát, Márquez a legutóbbi műtéte utáni lábadozása miatt, kénytelen volt kihagyni. Kilenc hónap kihagyás után, Portimaoban, a bajnokság harmadik versenyhétvégéjén tért vissza a mezőnyben. Miután a futamon a 7. helyen ért célba, a Dazn kameráinak könnyek közt beszélt arról, milyen sokat jelent neki, hogy újra versenyezhetett, mert az elmúlt 9 hónap karrierje és élete eddigi legnehezebb időszaka volt. A következő futamok szembesítették őt azzal, hogy jobb karja és válla, már nincsenek a sérülés előtti állapotban, ami eredményeire is rányomta a bélyegét. A Német Nagydíjon aratott győzelmét követően, a szezon második felére teljesítménye lépésről-lépésre kezdett feljavulni és egyre többször szerepelt a legjobb ötben. Aragóniában második lett, majd Austinban és a második misanoi futamon két egymás utáni győzelmet szerzett.
Mikor már kezdett úgy tűnni, hogy visszatér korábbi formájához, Márquezt újabb sérülés hátráltatta. Egy motokrosszedzésen bukott, és bár az első hírek csak enyhe agyrázkódásról és elővigyázatosságról szóltak, hamar kiderült, Marcnak újra a 2011-ben tapasztalt látásproblémái jöttek elő. Az utolsó két futamot ki kellett hagynia, így összetettben a 7. helyen zárt, 3 győzelemmel, egy második hellyel és 142 ponttal. A 10 évvel korábbi tapasztalatai alapján pedig – kettős látása (diplopia) miatt – a karrierje ismét veszélybe került.

### 2022
Több hónap bizonytalanságot követően, Márquez látása az újév kezdetére – orvosai szerint csodával határos módon – teljesen helyrejött. De felkészülésére teljesen rányomta a bélyegét az újabb sérülten töltött időszak. Csupán két héttel a előszezoni teszteket megelőzően tudott belefogni az edzésekbe, majd a teszteket követően – végleg megszakítva ezzel kapcsolatát dr. Xavier Mirrel és annak csapatával – szülővárosából Madridba költözött, hogy ott a karját harmadjára megműtő Samuel Antuñával és Rafael Nadal kezelőorvosával, dr. Ángel Cotorróval dolgozzon a karja és válla állapotának javításán. A szezonnyitó Katari Nagydíjon elért ötödik helyét követően, a bajnokság második versenyhétvégéjén, az Indonéz Nagydíj bemelegítő edzésén brutális balesetet szenvedett, amikor egy perccel az edzés vége előtt a pálya hetes kanyarjában, egy nagysebességű highside bukást szenvedett, a fejét ért brutális becsapódás miatt, Márquez pár pillanatra az eszméletét is elvesztette. Az incidenst többé-kevésbé sértetlenül megúszta, a futamon való indulástól visszalépett, az pedig a hazaúton derült ki, hogy az újabb agyrázkódás egy újabb diplópia (kettős látás) epizódott idézett elő nála. Az újabb sérülése miatt, a soron következő Argentin Nagydíjon nem indulhatott, de szerencsére ez a sérülés kevésbé volt súlyos, mint az ezt megelőző látássérülései, így a 3 hét múlva rendezett Amerikai Nagydíjon már visszatérhetett. A futamon egy elektronikai meghibásodás miatt, a 9. helyről a rajtnál az utolsóig esett vissza, majd innen felzárkózva, a hatodik helyen ért célba. A következő futamok egyértelművé tették, hogy idén sem a Honda sem pedig Márquez nem teljesít a várt szinten. Az időmérőkön csak szenvedtek, a futamok pedig még nehezebbé váltak. Az Olasz Nagydíj időmérői után Márquez és csapatfőnöke Alberto Puig bejelentették, hogy az amerikai Mayo Clinic orvosainak jelentése értelmében, egy negyedik műtétet hajtanak végre Márquez felkarján az olasz futam befejeztével az Egyesült Államokban, mivel az orvosok diagnózisai alapján a felkarján tapasztalt csavarodás olyan mértékű, ami sürgős beavatkozást igényel. "Minden tőlem telhetőt megtettem, hogy elkerüljem az operációt, mert nyilván nem vágyom arra, hogy ismét felnyissák a karomat. De ez az út a gyógyuláshoz.” – mondta Márquez a bejelentés során.  Azt senki sem tudta megmondani, a felépülése mennyi időt vesz majd igénybe: "„A műtét után lépésről lépésre fogunk haladni, ahogy az orvosok mondják. De biztosan hosszú idő lesz."

## Magánélete
Sikerei és hírneve ellenére Márquez ugyanolyan átlagos fiatalnak tartja magát mint bárki más. Egyszerű hétköznapi családból származik, "akiknek az élet semmit sem adott ingyen", édesanyja Roser könyvelő, édesapja Julia pedig építőipari gépkezelő volt, amíg fiai karrierje miatt fel kellett adnia a munkáját. Cerverában külön múzeumi tárlat várja az odalátogatókat, ahol megnézhetik a spanyol összes eddigi versenymotorját, serlegeit, érmeit és díjait amit eddigi pályafutása alatt elért. Az utóbbi években a nagy érdeklődésre való tekintettel egy úgy nevezett Rajongói Shoppot is kialakítottak, amit nagybátyja és rajongói klubjának elnöke vezet és ahol ő maga is gyakran megfordul. Édesapja minden versenyre elkíséri őt és szintén motorversenyző testvérét, Álexet. Édesanyjukat csak néhány európai versenyen látni.
Márquez az FC Barcelona csapat rajongója, a csapat több tagjával, köztük Gerard Piqué-vel is szoros kapcsolatot ápol. Elmondása szerint gyerekkorában a futballkarrier is nagyon vonzotta és egy ponton döntés elé állították, de mivel a motorozásban tehetségesebb volt, így ezt választotta. A Forma-1-et is gyakran követi, a mezőny tagjai közül Fernando Alonso és Lewis Hamilton nagy rajongója, utóbbival szintén rendszeresen tartják a kapcsolatot.
Anyanyelvein a spanyolon és a katalánon kívül, folyékonyan beszél angolul és olaszul. Elmondása szerint nem túl babonás, de a versenyhétvégéken a pénteki és szombati edzésnapokon kék, a versenynapokon pedig piros alsóneműt hord. Rajtszáma a 93-as, ami születési évét hivatott jelképezni és amit még címvédőként sem cserélt le soha a világbajnokot megillető 1-esre, kabalaállata pedig a hangya ami az évek során a szimbólumává is vált: "Kicsi ugyan, de a világ egyik legerősebb és legszorgosabb állata és igyekszem én is ilyen lenni."

## Rekordok
125 cm³
- A legtöbb pole pozíció egy szezon alatt: 12 (2010)[2]

Moto2
- A legtöbb győzelem a kategóriában: 16[2]
- A legtöbb dobogós helyezés egy szezonon belül: 14[2]
- A legtöbb győzelem egy szezonon belül: 9[2]

MotoGP
- A legfiatalabb versenyző, aki világbajnoki címet szerzett (20 év, 266 nap)[2]
- A legfiatalabb versenyző, aki 2 világbajnoki címet szerzett (21 év, 237 nap)[2]
- A legfiatalabb versenyző, aki 3 világbajnoki címet szerzett: (23 év, 242 nap)[2]
- A legfiatalabb versenyző, aki 4 világbajnoki címet szerzett: (24 év, 268 nap)[2]
- A legfiatalabb versenyző, aki 5 világbajnoki címet szerzett: (25 év, 246 nap)[2]
- A legfiatalabb versenyző, aki futamgyőzelmet szerzett (20 év, 63 nap)[2]
- A legfiatalabb versenyző, aki zsinórban két dobogós helyezést szerzett (20 év, 63 nap)[2]
- A legfiatalabb versenyző, aki megfutotta egy adott verseny leggyorsabb körét (20 év, 49 nap)[2]
- A legtöbb győzelem egy szezonon belül: 13 (2014)[2]
- A legfiatalabb versenyző, aki egy szezonon belül 12 pole pozíciót szerzett (21 év, 243 nap)[2]
- Az egyetlen versenyző, aki egy szezonon belül 13 pole pozíciót szerzett[2]
- 4 zsinórban megszerzett dobogós helyezés az első 4 versenyen a szezonban (megosztva Max Biaggival)[2]
- A legtöbb dobogós helyezés egy szezonon belül: 16 (megosztva Valentino Rossival, Casey Stonerrel és Jorge Lorenzóval)[2]
- Az első versenyző, aki két egymást követő évben világbajnok lett a középső kategóriában és a MotoGP-ben[2]
- A legtöbb leggyorsabb kör egy szezonon belül:12 (megosztva Valentino Rossival)[2]
- A legfiatalabb versenyző, aki zsinórban 4 pole pozíciót szerzett a királykategóriában (Silverstone, Misano, Aragónia, Sepang 2013)[2]
- A legfiatalabb versenyző, aki valaha vezette a világbajnokságot (20 év, 63 nap)[2]
- A legfiatalabb versenyző, aki zsinórban 4 győzelmet szerzett (20 év, 189 nap)[2]
- A legfiatalabb versenyző, aki zsinórban 5 győzelmet szerzett (21 év, 90 nap)[2]
- A legfiatalabb versenyző, aki zsinórban 6 győzelmet szerzett (21 év, 104 nap)[2]
- A legfiatalabb versenyző, aki zsinórban 7 győzelmet szerzett (21 év, 118 nap)[2]
- A legfiatalabb versenyző, aki zsinórban 8 győzelmet szerzett (21 év, 131 nap)[2]
- A legfiatalabb versenyző, aki zsinórban 9 győzelmet szerzett (21 év, 146 nap)[2]
- A legfiatalabb versenyző, aki zsinórban 10 győzelmet szerzett (21 év, 174 nap)[2]
- A legfiatalabb versenyző, aki 11 győzelmet szerzett egy szezonon belül (21 év, 205 nap)[2]
- A legfiatalabb versenyző, aki 12 győzelmet szerzett egy szezonon belül (21 év, 251 nap)[2]
- A legtöbb zsinórban megszerzett győzelem a négyütemű érában (2002-): 10[2]
- A legtöbb győzelem egy szezonon belül a történelemben (1949-): 10 (megosztva Mick Doohannel és Giacomo Agostinivel)[2]
- A legfiatalabb versenyző, aki megvédte világbajnoki címét (21 év, 237 nap)[2]
- A legtöbb zsinórban megszerzett pole pozíció a szezon elejétől kezdve a négyütemű érában (2002-): 6[2]
- Az első újonc, aki zsinórban 4 győzelmet szerzett (Sachsenring, Laguna Seca, Indianapolis, Brno 2013)[2]
- A legtöbb győzelem újoncként: 6[2]
- A legtöbb dobogós helyezés újoncként: 16[2]
- A legtöbb megszerzett pont újoncként: 334[2]
- Az egyetlen spanyol versenyző, aki zsinórban 2 világbajnoki címet szerzett[2]
- Az egyetlen spanyol versenyző, aki zsinórban 3 világbajnoki címet szerzett[2]
- A legtöbb pole pozíció a királykategóriában: 59

Minden kategória:
- A legfiatalabb versenyző, aki minden kategóriát figyelembe véve 5 világbajnoki címet szerzett (23 év, 242 nap)[2]
- A legfiatalabb versenyző, aki minden kategóriát figyelembe véve 6 világbajnoki címet szerzett (24 év, 268 nap)[2]
- A legfiatalabb versenyző, aki minden kategóriát figyelembe véve 7 világbajnoki címet szerzett (25 év, 246 nap)[2]
- A legfiatalabb versenyző a történelemben, aki 50 győzelmet szerzett (22 év, 243 nap)[2]
- A legfiatalabb versenyző a történelemben, aki 60 győzelmet szerzett (24 év, 219 nap)[2]
- A legfiatalabb versenyző a történelemben, aki 70 győzelmet szerzett (25 év, 260 nap)[2]
- A legtöbb pole pozíció a történelemben: 87[2]
- A legfiatalabb versenyző, aki zsinórban 5 győzelmet szerzett a történelemben (Mugello, Silverstone, Assen, Barcelona, Sachsenring 2010)[2]
- A legtöbb győzelem 20 éves kor alatt: 26[2]
- A legfiatalabb versenyző, aki minden kategóriában legalább 1 győzelmet szerzett[2]
- A legfiatalabb spanyol versenyző, aki pole pozíciót szerzett (16 év, 88 nap)[2]
- Az első versenyző, aki pole pozíciót szerzett a Q1-ből indulva (Thaiföld, 2018)[2]
- Az első testvérpár (Alex Márquezzel), akik ugyanabban az évben világbajnoki címet szereztek (2014)[2]
- A legtöbb zsinórban megszerzett pole pozíció a Circuit of the Americas versenypályán: 7[2]
- A legtöbb zsinórban megszerzett győzelem a Circuit of the Americas versenypályán: 6[2]
- A legtöbb zsinórban megszerzett pole pozíció a Sachsenringen: 10[2]
- A legtöbb zsinórban megszerzett győzelem a Sachsenringen: 10[2]
- Az első/egyetlen versenyző, aki 10 győzelmet szerzett ugyanazon a pályán: Sachsenring[2]
- A legtöbb győzelem az Indianapolis Motor Speedway versenypályán: 5[2]
- Az első/egyetlen versenyző, aki 5 alkalommal is győzni tudott a Misano World Circuit Marco Simoncelli versenypályán[2]

## Díjai, elismerései
- Spanyol Nemzeti Elismerés – Az év sportolója (2014)
- A Spanyol Királyi Érdemrend Ezüstmedálja (2014)
- A Spanyol Királyi Érdemrend Aranymedálja (2016)
- Cervera város díszpolgári címe
- Nevével fémjelzett kanyar a Motorland Aragón versenypályán (10-es kanyar)

## Statisztika
| Szezon | Géposztály | Motor  | Versenyek | Győzelem | Dobogó | Pole | LKör | Pont | Poz. |
| ------ | ---------- | ------ | --------- | -------- | ------ | ---- | ---- | ---- | ---- |
| 2008   | 125 cm³    | KTM    | 13        | 0        | 1      | 0    | 0    | 63   | 13.  |
| 2009   | 125 cm³    | KTM    | 16        | 0        | 1      | 2    | 0    | 94   | 8.   |
| 2010   | 125 cm³    | Derbi  | 17        | 10       | 12     | 12   | 8    | 310  | 1.   |
| 2011   | Moto 2     | Suter  | 15        | 7        | 11     | 7    | 2    | 251  | 2.   |
| 2012   | Moto 2     | Suter  | 17        | 9        | 14     | 7    | 5    | 324  | 1.   |
| 2013   | MotoGP     | Honda  | 18        | 6        | 16     | 9    | 11   | 334  | 1.   |
| 2014   | MotoGP     | Honda  | 18        | 13       | 14     | 13   | 12   | 362  | 1.   |
| 2015   | MotoGP     | Honda  | 18        | 5        | 9      | 8    | 7    | 242  | 3.   |
| 2016   | MotoGP     | Honda  | 18        | 5        | 12     | 7    | 4    | 298  | 1.   |
| 2017   | MotoGP     | Honda  | 18        | 6        | 12     | 8    | 3    | 298  | 1.   |
| 2018   | MotoGP     | Honda  | 18        | 9        | 14     | 7    | 7    | 321  | 1.   |
| 2019   | MotoGP     | Honda  | 19        | 13       | 18     | 10   | 12   | 425  | 1.   |
| 2020   | MotoGP     | Honda  | 1         | 0        | 0      | 0    | 1    | 0    | Hn.  |
| 2021   | MotoGP     | Honda  | 14        | 3        | 4      | 0    | 2    | 142  | 7.   |
| 2022   | MotoGP     | Honda  | 12        | 0        | 1      | 1    | 0    | 113  | 13.  |
| 2023   | MotoGP     | Honda  | 15        | 0        | 1      | 1    | 0    | 96   | 14.  |
| 2024   | MotoGP     | Ducati | 20        | 3        | 10     | 2    | 4    | 392  | 3.   |

| Kategória | Szezon    | Első verseny | Első dobogó         | Első győzelem | Verseny | Győzelem | Dobogó | Pole pozíció | Leggyorsabb kör | Pont | Világbajnoki cím |
| --------- | --------- | ------------ | ------------------- | ------------- | ------- | -------- | ------ | ------------ | --------------- | ---- | ---------------- |
| 125 cm³   | 2008–2010 | Estoril 2008 | Donington Park 2008 | Mugello 2010  | 46      | 10       | 14     | 14           | 9               | 467  | 1                |
| Moto2     | 2011–2012 | Katar 2011   | Le Mans 2011        | Le Mans 2011  | 32      | 16       | 25     | 14           | 7               | 579  | 1                |
| MotoGP    | 2013–     | Katar 2013   | Katar 2013          | Austin 2013   | 189     | 62       | 111    | 66           | 63              | 3018 | 6                |
| Összesen  | 2008–     | 2008–        | 2008–               | 2008–         | 267     | 88       | 150    | 94           | 79              | 4064 | 8                |

## Teljes MotoGP-eredménylistája
(Táblázat értelmezése)

(Félkövér: pole-pozícióból indult; dőlt: leggyorsabb kört futott) 

| Év   | Géposztály | Motor  | 1   | 2   | 3   | 4   | 5   | 6   | 7   | 8   | 9   | 10  | 11  | 12  | 13  | 14  | 15  | 16  | 17  | 18  | 19  | 20  | Helyezés | Pont |
| 2008 | 125 cm³    | KTM    | QAT | ESP | POR | CHN | FRA | ITA | CAT | GBR | NED | GER | CZE | SMR | IND | JPN | AUS | MAL | VAL |     |     |     | 13.      | 63   |
| ---- | ---------- | ------ | --- | --- | --- | --- | --- | --- | --- | --- | --- | --- | --- | --- | --- | --- | --- | --- | --- | --- | --- | --- | -------- | ---- |
| 2008 | 125 cm³    | KTM    | Sér | Sér | 18  | 12  | Ki  | 19  | 10  | 3   | Ki  | 9   | Ki  | 4   | 6   | Ki  | 9   | Sér | Sér |     |     |     | 13.      | 63   |
| 2009 | 125 cm³    | KTM    | QAT | JPN | SPA | FRA | ITA | CAT | NED | GER | GBR | CZE | IND | RSM | POR | AUS | MAL | VAL |     |     |     |     | 8.       | 94   |
| 2009 | 125 cm³    | KTM    | Ki  | 5   | 3   | Ki  | 5   | 5   | 10  | 16  | 15  | 8   | 6   | 4   | Ki  | 9   | Ki  | 17  |     |     |     |     | 8.       | 94   |
| 2010 | 125 cm³    | Derbi  | QAT | ESP | FRA | ITA | GBR | NED | CAT | GER | CZE | IND | RSM | ARA | JPN | MAL | AUS | POR | VAL |     |     |     | 1.       | 310  |
| 2010 | 125 cm³    | Derbi  | 3   | Ki  | 3   | 1   | 1   | 1   | 1   | 1   | 7   | 10  | 1   | Ki  | 1   | 1   | 1   | 1   | 4   |     |     |     | 1.       | 310  |
| 2011 | Moto2      | Suter  | QAT | ESP | POR | FRA | CAT | GBR | NED | ITA | GER | CZE | IND | RSM | ARA | JPN | AUS | MAL | VAL |     |     |     | 2.       | 251  |
| 2011 | Moto2      | Suter  | Ki  | Ki  | 21  | 1   | 2   | Ki  | 1   | 1   | 1   | 2   | 1   | 1   | 1   | 2   | 3   | Ni  | Vi  |     |     |     | 2.       | 251  |
| 2012 | Moto2      | Suter  | QAT | ESP | POR | FRA | CAT | GBR | NED | GER | ITA | USA | IND | CZE | RSM | ARA | JPN | MAL | AUS | VAL |     |     | 1.       | 324  |
| 2012 | Moto2      | Suter  | 1   | 2   | 1   | Ki  | 3   | 3   | 1   | 1   | 5   | 1   | 1   | 1   | 2   | 1   | Ki  | 3   | 1   |     |     |     | 1.       | 324  |
| 2013 | MotoGP     | Honda  | QAT | AME | ESP | FRA | ITA | CAT | NED | GER | USA | IND | CZE | GBR | SMR | ARA | MAL | AUS | JPN | VAL |     |     | 1.       | 334  |
| 2013 | MotoGP     | Honda  | 3   | 1   | 2   | 3   | Ki  | 3   | 2   | 1   | 1   | 1   | 1   | 2   | 2   | 1   | 2   | Kiz | 2   | 3   |     |     | 1.       | 334  |
| 2014 | MotoGP     | Honda  | QAT | AME | ARG | ESP | FRA | ITA | CAT | NED | GER | IND | CZE | GBR | RSM | ARA | JPN | AUS | MAL | VAL |     |     | 1.       | 362  |
| 2014 | MotoGP     | Honda  | 1   | 1   | 1   | 1   | 1   | 1   | 1   | 1   | 1   | 1   | 4   | 1   | 15  | 13  | 2   | Ki  | 1   | 1   |     |     | 1.       | 362  |
| 2015 | MotoGP     | Honda  | QAT | AME | ARG | ESP | FRA | ITA | CAT | NED | GER | IND | CZE | GBR | RSM | ARA | JPN | AUS | MAL | VAL |     |     | 3.       | 242  |
| 2015 | MotoGP     | Honda  | 5   | 1   | Ki  | 2   | 4   | Ki  | Ki  | 2   | 1   | 1   | 2   | Ki  | 1   | Ki  | 4   | 1   | Ki  | 2   |     |     | 3.       | 242  |
| 2016 | MotoGP     | Honda  | QAT | ARG | AME | ESP | FRA | ITA | CAT | NED | GER | AUT | CZE | GBR | RSM | ARA | JPN | AUS | MAL | VAL |     |     | 1.       | 298  |
| 2016 | MotoGP     | Honda  | 3   | 1   | 1   | 3   | 13  | 2   | 2   | 2   | 1   | 5   | 3   | 4   | 4   | 1   | 1   | Ki  | 11  | 2   |     |     | 1.       | 298  |
| 2017 | MotoGP     | Honda  | QAT | ARG | AME | ESP | FRA | ITA | CAT | NED | GER | CZE | AUT | GBR | RSM | ARA | JPN | AUS | MAL | VAL |     |     | 1.       | 298  |
| 2017 | MotoGP     | Honda  | 4   | Ki  | 1   | 2   | Ki  | 6   | 2   | 3   | 1   | 1   | 2   | Ki  | 1   | 1   | 2   | 1   | 4   | 3   |     |     | 1.       | 298  |
| 2018 | MotoGP     | Honda  | QAT | ARG | AME | ESP | FRA | ITA | CAT | NED | GER | CZE | AUT | GBR | RSM | ARA | THA | JPN | AUS | MAL | VAL |     | 1.       | 321  |
| 2018 | MotoGP     | Honda  | 2   | 18  | 1   | 1   | 1   | 16  | 2   | 1   | 1   | 3   | 2   | T   | 2   | 1   | 1   | 1   | Ki  | 1   | Ki  |     | 1.       | 321  |
| 2019 | MotoGP     | Honda  | QAT | ARG | AME | ESP | FRA | ITA | CAT | NED | GER | CZE | AUT | GBR | RSM | ARA | THA | JPN | AUS | MAL | VAL |     | 1.       | 420  |
| 2019 | MotoGP     | Honda  | 2   | 1   | Ki  | 1   | 1   | 2   | 1   | 2   | 1   | 1   | 2   | 2   | 1   | 1   | 1   | 1   | 1   | 2   | 1   |     | 1.       | 420  |
| 2020 | MotoGP     | Honda  | ESP | ANC | CZE | AUT | STY | RSM | EMI | CAT | FRA | ARA | TER | EUR | VAL | POR |     |     |     |     |     |     | HN       | 0    |
| 2020 | MotoGP     | Honda  | Ki  | Ni  |     |     |     |     |     |     |     |     |     |     |     |     |     |     |     |     |     |     | HN       | 0    |
| 2021 | MotoGP     | Honda  | QAT | DOH | POR | ESP | FRA | ITA | CAT | GER | NED | STY | AUT | GBR | ARA | RSM | AME | EMI | ALG | VAL |     |     | 6.       | 142  |
| 2021 | MotoGP     | Honda  |     |     | 7   | 9   | Ki  | Ki  | Ki  | 1   | 7   | 8   | 15  | Ki  | 2   | 4   | 1   | 1   |     |     |     |     | 6.       | 142  |
| 2022 | MotoGP     | Honda  | QAT | IDN | ARG | AME | POR | ESP | FRA | ITA | CAT | GER | NED | GBR | AUT | RSM | ARA | JPN | THA | AUS | MAL | VAL | 13.      | 113  |
| 2022 | MotoGP     | Honda  | 5   | Ni  | Bet | 6   | 6   | 4   | 6   | 10  |     |     |     |     |     |     | Ki  | 4   | 5   | 2   | 7   | Ki  | 13.      | 113  |
| 2023 | MotoGP     | Honda  | POR | ARG | AME | ESP | FRA | ITA | GER | NED | GBR | AUT | CAT | RSM | IND | JPN | IDN | AUS | THA | MAL | QAT | VAL | 14.      | 96   |
| 2023 | MotoGP     | Honda  | Ki  |     |     |     | Ki  | Ki  | Ni  | Ni  | Ki  | 12  | 13  | 7   | 9   | 3   | Ki  | 15  | 6   | 13  | 11  | Ki  | 14.      | 96   |
| 2024 | MotoGP     | Ducati | QAT | POR | AME | ESP | FRA | CAT | ITA | NED | GER | GBR | AUT | ARA | RSM | EMI | IDN | JPN | AUS | THA | MAL | SLD | 3.       | 392  |
| 2024 | MotoGP     | Ducati | 45  | 162 | Ki2 | 2 6 | 2   | 32  | 42  | 10  | 26  | 4   | 4   | 1   | 1 5 | 34  | Ki3 | 3   | 1 2 | 114 | 122 | 2 7 | 3.       | 392  |

- * A szezon jelenleg is zajlik.
- 1-9 A sprintfutamon elért pontszerző helyezés.